# Afrarchaea woodae
Espèce
Afrarchaea woodae est une espèce d'araignées aranéomorphes de la famille des Archaeidae.

## Distribution
Cette espèce est endémique du Cap-Oriental en Afrique du Sud,.

## Publication originale
- Lotz, 2006 : Afrotropical Archaeidae: 3. The female of Eriauchenius cornutus and new species of Afrarchaea (Arachnida: Araneae) from South Africa. Navorsinge van die Nasionale Museum Bloemfontein, vol. 22, p. 113-126.